# Alberto Herreros
Alberto Herreros Ros (ur. 20 kwietnia 1969 w Madrycie) – hiszpański koszykarz, występujący na pozycjach rzucającego obrońcy oraz niskiego skrzydłowego, olimpijczyk, dwukrotny wicemistrz Europy.
Strzelecki rekord kariery zaliczył 7 grudnia 1993 roku, zdobywając 42 punkty podczas spotkania z Pfizer Reggio Emilia (81-97).
Jest liderem wszech czasów ligi ACB w liczbie zdobytych punktów (9759), celnych rzutów za 3 punkty (1233) oraz skuteczności rzutów za trzy.

## Osiągnięcia
Drużynowe
- dwukrotny mistrz Hiszpanii (2000, 2005)[1]
- Wicemistrz:
  - Eurocup (2004)
  - Hiszpanii (1997, 2001)[1]
- dwukrotny brązowy medalista mistrzostw Hiszpanii (1998, 1999)
- Zdobywca:
  - pucharu Hiszpanii (1992)[1][2]
  - Europucharu (1997)[1]
- Finalista:
  - Pucharu Hiszpanii (1991, 2001, 2005)[1]
  - Superpucharu Hiszpanii (2004)
- 3. miejsce w Pucharze Hiszpanii (1995)
- 4. miejsce:
  - w Pucharze Hiszpanii (1994)
  - podczas rozgrywek Euroligi (1992)[1]

Indywidualne
- MVP:
  - finałów Pucharu Saporty (1997)
  - ACB All-Star Game (1995, 1999)[1]
- Debiutant roku ligi hiszpańskiej (1990 według Gigantes del Basket)[5]
- Uczestnik meczu gwiazd:
  - FIBA All-Star Game (1995)
  - FIBA EuroStars (1997, 1998)[1]
  - hiszpańskiej ligi ACB (1989, 1990, 1995, 2 x 1997, 2 x 1998, 1999)[1]
- Zwycięzca konkursu rzutów za 3 punkty ligi ACB (1998, 1999)
- Lider strzelców finałów Europucharu (1997)

Reprezentacja
- dwukrotny wicemistrz Europy (1999, 2003)[2]
- Lider strzelców:
  - mistrzostw świata (1998)[2]
  - Eurobasketu (1999)[2]
- Zaliczony do składu najlepszych zawodników:
  - Eurobasketu (1999)[2]
  - mistrzostw świata (1998)[6]
- Uczestnik:
  - igrzysk:
    - olimpijskich (1992 – 9. miejsce, 2000 – 9. miejsce)[6]
    - Dobrej Woli (1990)[1]

  - mistrzostw:
    - świata (1990 – 10. miejsce, 1994 – 10. miejsce, 1998 – 5. miejsce)[6][7]
    - Europy (1993 – 5. miejsce, 1995 – 6. miejsce, 1997 – 5. miejsce, 1999, 2003)[7]